# Полярни области
Полярните области на Земята са областите, които се намират около географските полюси (Северен и Южен) и лежат зад полярните кръгове. При тези големи географски ширини преобладават полярните ледени шапки: северната, разположена върху Северния ледовит океан, и южната, лежаща върху континента Антарктида.